# Pelote basque aux Jeux olympiques d'été de 1924
La pelote basque est un sport de démonstration aux Jeux olympiques de 1924 à Paris. C'était la deuxième fois que le sport a été inclus dans le programme olympique. Aux Jeux olympiques de 1900, qui ont également eu lieu à Paris, il était un sport olympique officiel.
Les compétitions eurent lieu à la porte de Billancourt (le fronton se trouve près de l'actuel trinquet construit en 1988). Les équipes de France et d'Espagne ont été les seules à participer.

## Résultats
| Épreuves      | Or                          | Argent                    | Bronze |
| Cesta Punta H | Sagrana, Garate, Santamaría | Camino, Harizpe, Magescas | -      |
| Paleta H      | Adarraga, Cantolla          | Etcheberry, Etcheberry    | -      |
| Main nue H    | Iceta, Ledesma, Gastesi     | ?                         | -      |

## Tableau des médailles
| Rang | Nation  | Or | Argent | Bronze | Total |
| ---- | ------- | -- | ------ | ------ | ----- |
| 1    | Espagne | 3  | 0      | 0      | 3     |
| 2    | France  | 0  | 3      | 0      | 3     |